# Василіск шоломоносний
Василіск шоломоносний (Basiliscus plumifrons) — представник роду василісків з родини Шоломових ящірок. Інша назва «зелений василіск».

## Опис
Загальна довжина сягає 60-80 см. Хвіст василіска становить майже дві третини довжини його тіла. Спостерігається статевий диморфізм — самці дещо більше за самиць. Свою назву цей василіск отримав через своє яскраво-зеленого забарвлення і відмітного гребеня, який починається на голові й закінчується на хвості. Гребінь на голові у самців більше, ніж у самок.

## Спосіб життя
Полюбляє вологі тропічні ліси. Віддає перевагу заростям по берегах річок. Це чудові плавці, здатні залишатися під водою протягом пів години. Вони також добре і швидко бігають, іноді розвиваючи швидкість по суходолу до 11 км на годину. Має здатність бігати по воді, утримуючи своє тіло на поверхні швидко чергуючи ударами задніх лап. 
Харчується зеленю, овочами, фруктами, комахами, зокрема земляними хробаками, цвіркунами, личинками борошняного хрущака, а також равликами, дрібними жабами. 
Це яйцекладна ящірка. Статева зрілість настає у 1,5-2 роки. Шоломоносний василіск розмножується при високій вологості (близько 80%) і при середній температурі 26,6 °C. Самиця відкладає 9-18 яєць. За сезон буває 4-5 кладки. Через 8-10 тижнів з'являються молоді василіски. 
Тривалість життя 7 років.

## Розповсюдження
Мешкає у Гватемалі, Нікарагуа, Коста-Риці, Колумбії та Панамі.